# Wahlen zum Repräsentantenhaus der Vereinigten Staaten 1882
Die Wahlen zum Repräsentantenhaus der Vereinigten Staaten 1882 fanden am 7. November 1882 statt. Dabei wurden in den Vereinigten Staaten die Abgeordneten des Repräsentantenhauses gewählt. In fünf Staaten wurde bereits zwischen dem 5. Juni und dem 10. Oktober gewählt. Die Wahlen waren Teil der allgemeinen Wahlen zum 48. Kongress der Vereinigten Staaten in jenem Jahr, bei denen auch ein Drittel der US-Senatoren gewählt wurden. Da die Wahlen etwa in der Mitte der Amtszeit des seit September 1881 amtierenden Republikanischen Präsidenten Chester A. Arthur stattfanden (Midterm Election), galten sie auch als Votum über die bisherige Politik des Präsidenten.
Zu dieser Zeit bestanden die Vereinigten Staaten aus 38 Bundesstaaten. Es waren 325 Abgeordnete zu wählen. Die Sitzverteilung basierte auf der Volkszählung von 1880. Diese begründete auch den Anstieg der Sitze im Repräsentantenhaus.
Bei den Wahlen mussten die Republikaner schwere Verluste hinnehmen. Trotz der Anhebung der Sitze konnten sie davon nicht profitieren. Sie verloren sogar im Vergleich zu den Wahlen zwei Jahre zuvor 34 Sitze. Die Demokraten waren die großen Gewinner der Wahl. Sie erreichten 196 Mandate und konnten damit die absolute Mehrheit erringen. Die United States Greenback Party, die für den permanenten Gebrauch von Banknoten (Papiergeld) eintrat und die vor allem in der Landwirtschaft ihre Wähler hatte, verlor acht Sitze und kam nur noch auf zwei Mandate. Der Grund für den Wahlsieg der Demokraten war vor allem das Bestreben der Republikaner zum Erhalt des damals bestehenden Systems der Ämtervergabe im öffentlichen Dienst. Nach diesem System wurden alle Ämter von der gerade regierenden Partei besetzt. Die Demokraten traten für eine Reform ein, die dann im Jahr 1883 mit dem Pendleton Civil Service Reform Act auch vollzogen wurde. Dadurch sollte fachliche Qualifikationen für ein Verwaltungsamt wichtiger sein als politische Parteizugehörigkeit. Das lange Festhalten der Republikaner am alten System wurde von den Wählern als Unterstützung von Korruption bewertet. Ein Einlenken der Partei kurz vor der Wahl kam zu spät.
Wahlberechtigt und wählbar waren nur Männer. Frauen waren noch bis 1920 auf Bundesebene von Wahlen ausgeschlossen. Vor allem in den Südstaaten war das Wahlrecht durch Gesetze eingeschränkt, die das Wahlrecht an ein bestimmtes Steueraufkommen knüpften. Dadurch wurden ärmere Weiße, vor allem aber viele Afro-Amerikaner vom Wahlrecht ausgeschlossen.

## Wahlergebnis
- Demokratische Partei 196 (128) Sitze
- Republikanische Partei 117 (151) Sitze
- United States Greenback Party: 2 (10) Sitze
- Sonstige 10 (4)

Gesamt: 325 (293)
In Klammern sind die Ergebnisse der letzten Wahl zwei Jahre zuvor. Veränderungen im Verlauf der Legislaturperiode, die nicht die Wahlen an sich betreffen, sind bei diesen Zahlen nicht berücksichtigt, werden aber im Artikel über den 48. Kongress im Abschnitt über die Mitglieder des Repräsentantenhauses bei den entsprechenden Namen der Abgeordneten vermerkt. Das Gleiche gilt für Wahlen in Staaten, die erst nach dem Beginn der Legislaturperiode der Union beitraten. Daher kommt es in den Quellen gelegentlich zu unterschiedlichen Angaben, da manchmal Veränderungen während der Legislaturperiode in die Zahlen eingearbeitet wurden und manchmal nicht.